# 棟古拉 (密蘇里州)
棟古拉（英語：Dongola）是位於美國密蘇里州波林格縣的非建制地區。

## 歷史
棟古拉的郵局於1899年設立，其後於1923年停運。

## 地理
棟古拉所處的海拔為高於海平面118米（即387英呎），而該地所採用的時區為UTC-6，即北美中部時區（CST）。同時該地設有夏令時間，為UTC-6調快一小時，即UTC-5（CDT）。